# ديانو مارينا
ديانو مارينا هي بلدة إيطالية تقع في مقاطعة إمبيريا في إقليم ليغوريا.